# أمام أباد (دامنكوه)
أمام أباد (بالفارسية: امام‌آباد) هي مستوطنة تقع في إيران في قسم دامنكوه الريفي. يقدر عدد سكانها بـ 320 نسمة بحسب إحصاء 2016.